# Persone di nome Jason/Calciatori
| Questa pagina contiene informazioni ricavate automaticamente dalle voci biografiche con l'ausilio del template Bio e di un bot. L'aggiornamento è periodico e automatico e ricostruisce completamente la pagina. Se manca una persona in questa lista, sei pregato di non aggiungerla, ma accertati piuttosto che la sua voce biografica contenga il template Bio e che i dati anagrafici siano correttamente compilati. Se il template Bio manca, inseriscilo tu stesso o, in alternativa, metti l'avviso {{tmp\|Bio}} che ne segnala la mancanza. Se i dati riportati sono sbagliati, correggi direttamente la voce biografica; le modifiche saranno visibili in questa lista entro pochi giorni. Per chiarimenti vedi il progetto antroponimi. La lista contiene solo le 55 persone che sono citate nell'enciclopedia e per le quali è stato implementato correttamente il template Bio. Pagina aggiornata al 22 lug 2025. |

Questa è una lista di persone presenti nell'enciclopedia che hanno il nome Jason e sono calciatori.

## B(7)
- Jason Bahamboula, calciatore congolese (Repubblica del Congo) (Caen, n. 2001)
- Jason Batty, ex calciatore neozelandese (Auckland, n. 1971)
- Jason Bent, ex calciatore canadese (Scarborough, n. 1977)
- Jason Berthomier, calciatore francese (Montluçon, n. 1990)
- Jason Bowen, ex calciatore gallese (Merthyr Tydfil, n. 1972)
- Jason Brown, ex calciatore gallese (Southwark, n. 1982)
- Jason Byrne, ex calciatore irlandese (Dublino, n. 1978)

## C(2)
- Jason Ceka, calciatore tedesco (Essen, n. 1999)
- Jason Cummings, calciatore scozzese (Edimburgo, n. 1995)

## D(5)
- Jason Davidson, calciatore australiano (Melbourne, n. 1991)
- Jason Demetriou, calciatore inglese (Londra, n. 1987)
- Jason Denayer, calciatore belga (Jette, n. 1995)
- Jason Dodd, ex calciatore inglese (Bath, n. 1970)
- Jason de Jong, ex calciatore olandese (Breda, n. 1990)

## E(2)
- Jason Ebanks, calciatore britannico (George Town, n. 1988)
- Jason Lokilo, calciatore belga (Bruxelles, n. 1998)

## G(2)
- Jason Garey, ex calciatore statunitense (Baton Rouge, n. 1984)
- Jason Geria, calciatore australiano (Canberra, n. 1993)

## H(4)
- Jason Hayne, ex calciatore neozelandese (Lower Hutt, n. 1986)
- Jason Hernandez, ex calciatore statunitense (New York, n. 1983)
- Jason Hoffman, calciatore australiano (Newcastle, n. 1989)
- Jason Holt, calciatore scozzese (Edimburgo, n. 1993)

## J(2)
- Jason James, calciatore grenadino (n. 1982)
- Jason Johnson, ex calciatore giamaicano (n. 1990)

## K(5)
- Jason Kavanagh, ex calciatore inglese (Birmingham, n. 1971)
- Jason Kearton, ex calciatore australiano (Ipswich, n. 1969)
- Jason Kerr, calciatore scozzese (Edimburgo, n. 1997)
- Jason Knight, calciatore irlandese (Dublino, n. 2001)
- Jason Koumas, ex calciatore gallese (Wrexham, n. 1979)

## L(2)
- Jason Lee, ex calciatore inglese (Forest Gale, n. 1971)
- Jason Lowe, calciatore inglese (Wigan, n. 1991)

## M(5)
- Jason Mayélé, calciatore congolese (Repubblica Democratica del Congo) (Kinshasa, n. 1976 - Bussolengo, † 2002)
- Jason McAteer, ex calciatore e allenatore di calcio irlandese (Birkenhead, n. 1971)
- Jason McCarthy, calciatore inglese (Londra, n. 1995)
- Jason McGuinness, ex calciatore irlandese (Dublino, n. 1982)
- Jason Morrison, ex calciatore giamaicano (Falmouth, n. 1984)

## N(1)
- Jason Naismith, calciatore scozzese (Paisley, n. 1994)

## P(5)
- Jason Pearce, ex calciatore inglese (Hillingdon, n. 1987)
- Jason Pendant, calciatore francese (Sarcelles, n. 1997)
- Jason Petkovic, ex calciatore australiano (Perth, n. 1972)
- Jason Polak, ex calciatore e ex giocatore di calcio a 5 australiano (n. 1968)
- Jason Pusey, ex calciatore gibilterriano (Gibilterra, n. 1989)

## Q(1)
- Jason Cunliffe, calciatore statunitense (Hagåtña, n. 1983)

## R(2)
- Jason Roberts, ex calciatore grenadino (Londra, n. 1978)
- Jason Rodrigues Corrêa, ex calciatore brasiliano (Macapá, n. 1959)

## S(5)
- Jason Shackell, ex calciatore inglese (Stevenage, n. 1983)
- Jason Silva, calciatore cileno (Santiago del Cile, n. 1991)
- Jason St Juste, calciatore nevisiano (Leeds, n. 1985)
- Jason Steele, calciatore inglese (Newton Aycliffe, n. 1990)
- Jason Daði Svanþórsson, calciatore islandese (n. 1999)

## T(2)
- Jason Thomas, calciatore vanuatuano (Port Vila, n. 1997)
- Jason Thomson, calciatore scozzese (Edimburgo, n. 1987)

## V(2)
- Jason Vandelannoite, calciatore belga (Roeselare, n. 1986)
- Jason van Duiven, calciatore olandese (Almelo, n. 2005)

## Č(1)
- Jason Čulina, ex calciatore australiano (Sydney, n. 1980)